# 东方碘泡虫
东方碘泡虫（学名：Myxobolus orientalis）为碘泡科碘泡虫属的动物。分布于俄罗斯以及辽宁、湖北、四川、江西、浙江、云南等，营寄生生活，寄生在鲫的鳃、肾以及银鲫的鳃。
其种加词“orientalis”意为“东方的”。